# Remate en ático
El ático es un cuerpo superior de una fachada destinado a adornar u ocultar su cubierta. Existen diversos tipos de remate en ático, aquí se destacan dos:
- Ático romano (siglos I a V a. C.): era un bloque rectangular de techo plano que se colocaba sobre algunos arcos de triunfo y que solía portar una inscripción alusiva. Sobre él aparecía la estatua del comandante victorioso en honor del cual se había levantado el monumento. Ha seguido usándose en los arcos de triunfo del arte neoclásico y posteriores (ej. Puerta de Brandeburgo).[2]
- Ático escalonado o flamenco, también llamado gablete (siglos XIV a XVI): triángulo escalonado (recuerda al gablete) colocado como remate de la fachada de las casas del Benelux (antigua Flandes), con el fin de disimular el techo a dos aguas de las viviendas.[3]
- Último piso en un retablo, cuando se prolonga la calle central.[4]

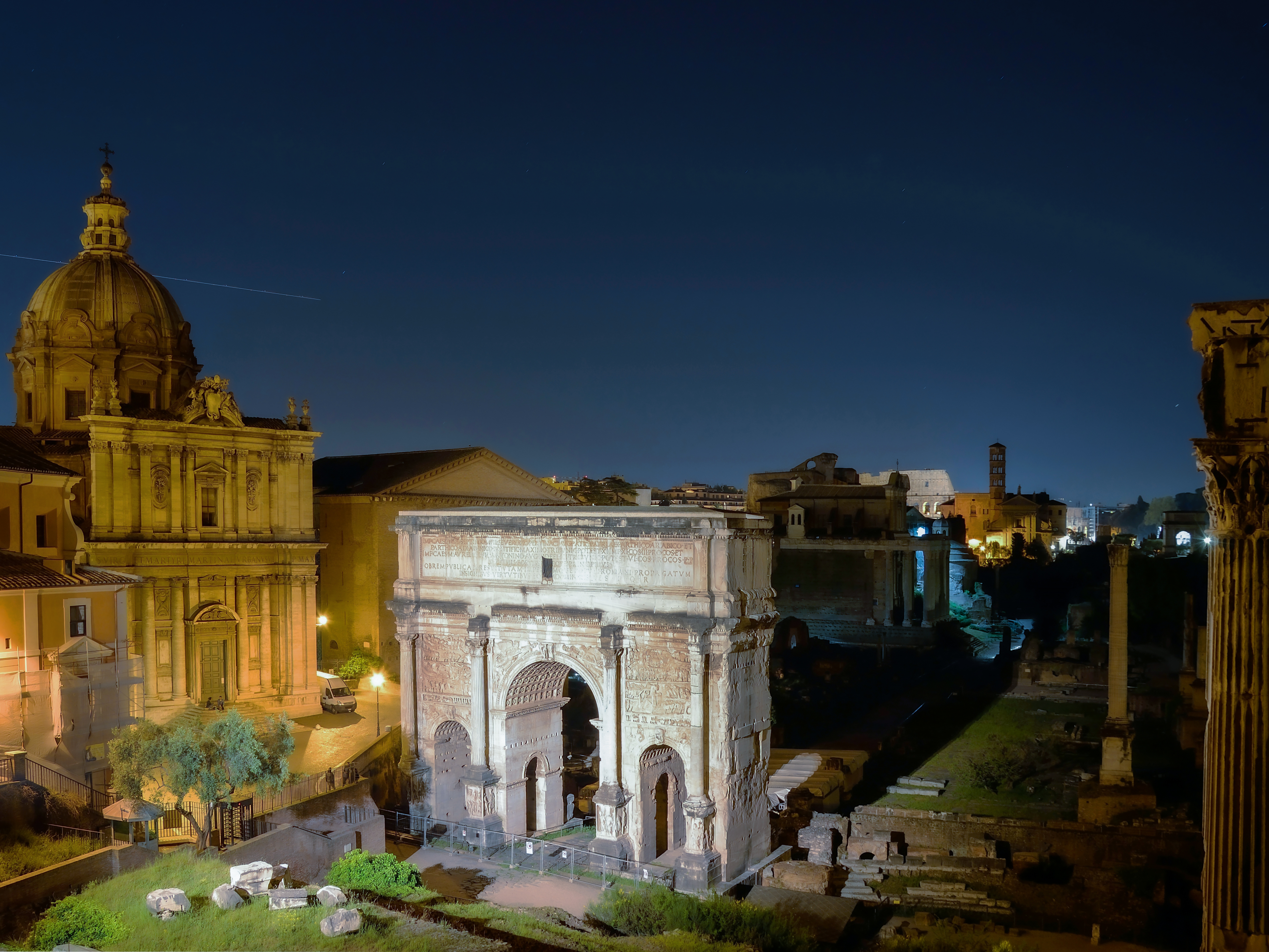
Ático romano
Ático neoclásico
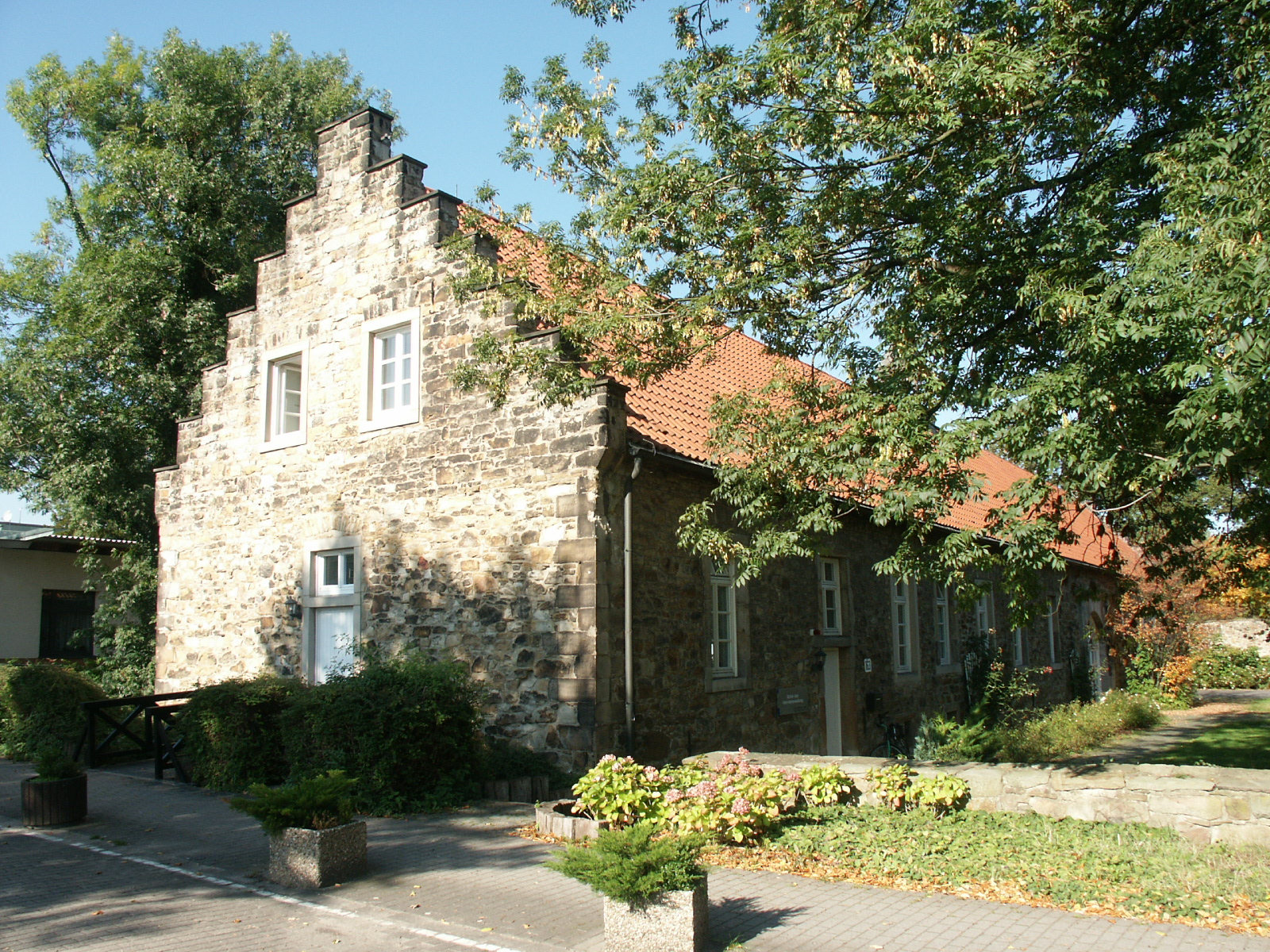
Ático flamenco